# SM 엔터테인먼트
(주)SM 엔터테인먼트(영어: SM Entertainment Co., Ltd.)는 가수 겸 방송 진행자 출신의 이수만이 설립한 대한민국의 연예기획사이다. 본사는 서울특별시 성동구 왕십리로 83-21 (성수동1가)에 있다. 강타, 보아, 동방신기, 슈퍼주니어, 소녀시대, 샤이니, EXO, 레드벨벳, NCT, SuperM, aespa, RIIZE, naevis, Hearts2Hearts, 승한 등 다수의 가수와 연기자들이 소속되어 있으며, 스타 매니지먼트 시스템을 체계화하는 등의 활동으로 대한민국의 대표 연예기획사로 손꼽히고 있다. 2023년 이수만이 물러나고 카카오 및 카카오엔터테인먼트가 39.87%의 지분을 취득하여 새로운 최대주주가 되었다.

## 멀티 제작센터

### ONE 프로덕션
- 강타, 보아, 소녀시대, aespa

### PRISM 프로덕션
- 샤이니, WAY V, 루카스, 레이든, Hearts2Hearts

### RED 프로덕션
- 동방신기, 레드벨벳

### NEO 프로덕션
- NCT (NCT 127, NCT DREAM, NCT WISH)

### WIZARD 프로덕션
- 슈퍼주니어, EXO, RIIZE

### Virtual IP 프로덕션
- naevis

## 레이블

### 사내 레이블
- SM Classics: 클래식 음악 전문 레이블
- ScreaM Records: 댄스 뮤직 레이블
- KRUCIALIZE: 컨템퍼러리 R&B 레이블

### CIC (사내 독립기업)
- 스튜디오 화이트: 오디션 프로그램 제작

## 소속 연예인
| 소속 연예인   | 직업       | 구성원 | 리더     | 데뷔   | 이전 구성원                |
| ------------- | ---------- | --- | -------- | ------ | -------------------------- |
| 강타          | 가수       | - | -        | 1996년 | -                          |
| 보아          | 가수       | - | -        | 2000년 | -                          |
| 동방신기      | 가수       | 유노윤호, 최강창민 | 유노윤호 | 2003년 | 김재중, 박유천, 김준수     |
| 슈퍼주니어    | 가수       | 이특, 희철, 예성, 신동, 시원, 려욱 | 이특     | 2005년 | 강인, 기범, 한경, 성민     |
| 슈퍼주니어    | 가수       | (타 기획사 소속) 은혁, 동해, 규현 | 이특     | 2005년 | 강인, 기범, 한경, 성민     |
| 강인          | 가수       | - | -        | 2005년 | -                          |
| 소녀시대      | 가수       | 태연, 효연, 유리, 윤아 | 태연     | 2007년 | 제시카                     |
| 소녀시대      | 가수       | (타 기획사 소속) 써니, 티파니 영, 수영, 서현 | 태연     | 2007년 | 제시카                     |
| 샤이니        | 가수       | Key, 민호 | 온유     | 2008년 | 종현                       |
| 샤이니        | 가수       | (타 기획사 소속) 온유, 태민 | 온유     | 2008년 | 종현                       |
| 조미          | 가수       | - | -        | 2008년 | -                          |
| EXO           | 가수       | 수호, 찬열, 카이, 세훈 | 수호     | 2012년 | 루한, 황쯔타오, 장이씽     |
| EXO           | 가수       | (타 기획사 소속) 시우민, 백현, 첸, 디오 | 수호     | 2012년 | 루한, 황쯔타오, 장이씽     |
| 레드벨벳      | 가수       | 아이린, 슬기, 조이 | 아이린   | 2014년 | -                          |
| 레드벨벳      | 가수       | (타 기획사 소속) 웬디, 예리 | 아이린   | 2014년 | -                          |
| NCT           | 가수       | 쟈니, 태용, 유타, 쿤, 도영, 텐, 재현, 윈윈, 정우, 마크, 런쥔, 제노, 해찬, 재민, 천러, 지성, 샤오쥔, 양양, 헨드리, 시온, 리쿠, 유우시, 재희, 료, 사쿠야 | -        | 2016년 | 루카스, 쇼타로, 성찬, 태일 |
| 루카스        | 가수       | - | -        | 2018년 | -                          |
| aespa         | 가수       | 카리나, 지젤, 윈터, 닝닝 | 카리나   | 2020년 | -                          |
| RIIZE         | 가수       | 쇼타로, 은석, 성찬, 원빈, 소희, 앤톤 | -        | 2023년 | 승한                       |
| naevis        | 가수       | - | -        | 2024년 | -                          |
| Hearts2Hearts | 가수       | 카르멘, 지우, 유하, 스텔라, 주은, 에이나, 이안, 예온                                                                                                   | 지우     | 2025년 | -                          |
| 승한          | 가수       | - | -        | 2025년 | -                          |
| 레이든        | DJ         | |          |        | -                          |
| 임레이        | DJ         | |          |        | -                          |
| 마비스타      | DJ         | |          |        | -                          |
| 김경식        | 엔터테이너 | - | -        |        | -                          |
| 이동우        | 엔터테이너 | - | -        |        | -                          |
| 유호정        | 배우       | - | -        | 1991년 | -                          |
| 최종윤        | 배우       | - | -        | 2006년 | -                          |
| 이철우        | 배우       | - | -        | 2014년 | -                          |
| 조준영        | 배우       | - | -        | 2020년 | -                          |
| 라미          | 배우       | - | -        | 2022년 | -                          |

## 현재 소속 연습생
- SM 루키즈
- SMTR25

## 소속 프로듀서
| 소속 프로듀서 | 직업             | 데뷔   |
| ------------- | ---------------- | ------ |
| 송광식        | 작곡가, 프로듀서 | 1986년 |
| 켄지          | 작곡가, 프로듀서 | 2002년 |
| 디즈          | 작곡가, 프로듀서 | 2008년 |
| 앤드류 최     | 작곡가, 프로듀서 | 2012년 |
| Coach & Sendo | 작곡가, 프로듀서 | 2013년 |

## 연도별 배출 아티스트 (가수)
| 연도                         | 아티스트             | 형태          | 구성원 | 데뷔연도 | 응원봉 색         | 팬클럽       | 리더                  |
| ---------------------------- | -------------------- | ------------- | --- | -------- | ----------------- | ------------ | --------------------- |
| SM기획 (SM엔터테인먼트 전신) |                      |               | |          |                   |              |                       |
| 1990                         | 현진영과 와와        | 솔로          | - | 1990     | 없음              | 없음         | 없음                  |
| 1991                         | 한동준               | 솔로          | - | 1991     | 없음              | 없음         | 없음                  |
| 1991                         | 김광진               | 솔로          | - | 1991     | 없음              | 없음         | 없음                  |
| 1993                         | 유영진               | 솔로          | - | 1993     | 없음              | 없음         | 없음                  |
| 1994                         | 메이저               | 그룹 (3인조)  | 임범준, 서연수, 유한진 | 1994     | 없음              | 없음         | 임범준                |
| 1994                         | J&J                  | 듀오          | 김주현, 강준식 | 1994     | 없음              | 없음         | 김주현                |
| SM엔터테인먼트               |                      |               | |          |                   |              |                       |
| 1996                         | H.O.T.               | 그룹 (5인조)  | 문희준, 장우혁, 토니 안, 강타, 이재원 | 1996     | 하양              | Club H.O.T.  | 문희준                |
| 1997                         | S.E.S.               | 그룹 (3인조)  | 바다, 유진, 유수영 | 1997     | 펄보라            | Friends      | 바다                  |
| 1998                         | 신화                 | 그룹 (6인조)  | 에릭, 김동완, 신혜성, 이민우, 전진, 앤디 | 1998     | 주황              | 신화창조     | 에릭                  |
| 1998                         | 배드 보이스 써클     | 그룹 (3인조)  | 최일권, 신태권, 여인택 | 1998     | 없음              | 없음         | 최일권                |
| 1999                         | 플라이 투 더 스카이  | 듀오          | 브라이언, 환희 | 1999     | 하늘색            | Fly High     | 없음                  |
| 2000                         | 보아                 | 솔로          | - | 2000     | 펄 옐로우         | Jumping BoA  | 없음                  |
| 2001                         | 강타                 | 솔로          | H.O.T.해체 | 1996     | 하양              | Club K.I.T.  | 없음                  |
| 2001                         | 다나                 | 솔로          | - | 2001     | 펄 블루           | DANA For You | 없음                  |
| 2001                         | 문희준               | 솔로          | H.O.T.해체 | 1996     | 하양              | Club H.I.T.  | 없음                  |
| 2001                         | 밀크                 | 그룹 (4인조)  | 박재영, 김보미, 배유미, 서현진 | 2001     | 분홍              | Milky Way    | 박재영                |
| 2002                         | 블랙 비트            | 그룹 (5인조)  | 이소민, 황상훈, 정지훈, 심재원, 장진영 | 2002     | 검정              | Soul Black   | 이소민                |
| 2002                         | 신비                 | 그룹 (3인조)  | 유수진, 오상은, 유나 | 2002     | 펄 민트           | Linos        | 유수진                |
| 2002                         | 추가열               | 솔로          | - | 1986     | 없음              | 없음         | 없음                  |
| 2002                         | 이삭N지연            | 듀오          | 이삭, 지연 | 2002     | 펄 와인           | N            | 지연                  |
| 2003                         | 동방신기             | 그룹 (5인조)  | 유노윤호, 영웅재중, 믹키유천, 시아준수, 최강창민 | 2003     | 펄 레드           | Cassiopeia   | 유노윤호              |
| 2004                         | 트랙스               | 그룹 (3인조)  | 제이, 김정모, 긴조 | 2004     | 펄 코발트 블루    | Traxian      | 제이                  |
| 2005                         | 천상지희 더 그레이스 | 그룹 (4인조)  | 린아, 다나, 선데이, 스테파니 | 2005     | 펄 핑크           | Shapley      | 없음                  |
| 2005                         | 슈퍼주니어           | 그룹 (13인조) | 이특, 희철, 한경, 예성, 강인, 신동, 성민, 은혁, 동해, 시원, 려욱, 기범, 규현                                                                           | 2005     | 펄 사파이어 블루  | E.L.F        | 이특                  |
| 2006                         | 장리인               | 솔로          | - | 2006     | 파스텔 모카       | Chocolate    | 없음                  |
| 2007                         | 제이민               | 솔로          | - | 2007     | 연두              | J-Min Day    | 없음                  |
| 2007                         | 소녀시대             | 그룹 (9인조)  | 태연, 제시카, 써니, 티파니, 효연, 유리, 수영, 윤아, 서현                                                                                               | 2007     | 파스텔 로즈       | S♡NE         | 태연                  |
| 2008                         | 샤이니               | 그룹 (4인조)  | 온유, Key, 민호, 태민 | 2008     | 펄 아쿠아 그린    | 샤이니 월드  | 온유 전 멤버: 종현    |
| 2009                         | f(x)                 | 그룹 (4인조)  | 빅토리아, 엠버, 루나, 크리스탈 | 2009     | 펄라이트 페리윙클 | MeU          | 빅토리아전 멤버: 설리 |
| 2012                         | EXO                  | 그룹 (8인조)  | 수호, 카이, 시우민, 백현, 찬열, 첸, 디오, 세훈 | 2012     | 은                | EXO-L        | 수호                  |
| 2013                         | 헨리                 | 솔로          | 슈퍼주니어-M 객원 | 2008     | 펄 사파이어 블루  | Strings      | 없음                  |
| 2014                         | 조미                 | 솔로          | 슈퍼주니어-M 객원 | 2008     | 펄 사파이어 블루  | Mitangs      | 없음                  |
| 2014                         | 레드벨벳             | 그룹 (5인조)  | 아이린, 슬기, 웬디, 조이, 예리 | 2014     | 파스텔 코랄       | ReVeluv      | 아이린                |
| 2016                         | NCT                  | 그룹 (25인조) | 쟈니, 태용, 유타, 쿤, 도영, 텐, 재현, 윈윈, 정우, 마크, 런쥔, 제노, 해찬, 재민, 천러, 지성, 샤오쥔, 양양, 헨드리, 시온, 리쿠, 유우시, 재희, 료, 사쿠야 | 2016     | 펄 네오 샴페인    | NCTzen       | 태용                  |
| 2020                         | aespa                | 그룹 (4인조)  | 카리나, 지젤, 윈터, 닝닝 | 2020     | 오로라색          | MY           | 카리나                |
| 2023                         | RIIZE                | 그룹 (6인조)  | 쇼타로, 은석, 성찬, 원빈, 소희, 앤톤 | 2023     | 오렌지            | BRIIZE       | 쇼타로                |
| 2024                         | 루카스               | 솔로          | NCT 탈퇴 | 2024     | 미정              | LUMI         | 없음                  |
| 2024                         | naevis               | 솔로          | - | 2024     | 미정              | 미정         | 없음                  |
| 2025                         | Hearts2Hearts        | 그룹 (8인조)  | 카르멘, 지우, 유하, 스텔라, 주은, 에이나, 이안, 예온                                                                                                   | 2025     | 미정              | S2U          | 지우                  |
| 2025                         | 승한                 | 솔로          | RIIZE 탈퇴 | 2025     | 미정              | 미정         | 없음                  |

## SMTOWN Concert
- 2007 SMTOWN Summer Concert
  - 2007년 6월 23일 2007 SMTOWN Summer Concert 부산공연(BEXCO)
  - 2007년 6월 30일 2007 SMTOWN Summer Concert 서울공연(올림픽체조경기장)
  - 2007년 7월 7일 2007 SMTOWN Summer Concert 대구공연(대구월드컵경기장)
- SMTOWN Live '08
  - 2008년 8월 15일 SMTOWN Live'08 서울공연(올림픽주경기장)
  - 2008년 9월 13일 SMTOWN Live'08 상해공연(상하이체육장)
  - 2009년 2월 7일 SMTOWN Live'08 방콕공연(라차망칼라 국립경기장)
- SMTOWN Live '10 World Tour
  - 2010년 8월 21일 SMTOWN Live'10 World Tour 서울공연(올림픽주경기장)
  - 2010년 9월 4일 SMTOWN Live'10 World Tour 로스앤젤레스공연(스테이플스센터)
  - 2010년 9월 11일 SMTOWN Live'10 World Tour 상해공연(훙커우 축구장)
  - 2011년 1월 25일 ~ 1월 26일 SMTOWN Live'10 World Tour 도쿄공연(국립 요요기경기장)
  - 2011년 6월 10일 ~ 6월 11일 SMTOWN Live'10 World Tour 파리공연(르 제니스 드 파리)
  - 2011년 9월 2일 ~ 9월 4일 SMTOWN Live'10 World Tour 도쿄공연(도쿄돔)
  - 2011년 10월 23일 SMTOWN Live'10 World Tour 뉴욕공연(메디슨 스퀘어 가든)
- SMTOWN Live World Tour III
  - 2012년 5월 20일 SMTOWN Live World Tour III 애너하임공연(혼다 센터)
  - 2012년 6월 9일 SMTOWN Live World Tour III 신죽공연(신주 카운티 스타디움)
  - 2012년 8월 4일 ~ 8월 5일 SMTOWN Live World Tour III 도쿄공연(도쿄돔)
  - 2012년 8월 18일 SMTOWN Live World Tour III 서울공연(올림픽주경기장)
  - 2012년 9월 22일 SMTOWN Live World Tour III 자카르타공연(겔로라 붕 카르노 스타디움)
  - 2012년 11월 23일 SMTOWN Live World Tour III 싱가포르공연(더 플롯 앳 마리나 베이)
  - 2012년 11월 25일 SMTOWN Live World Tour III 방콕공연(SCG스타디움)
  - 2013년 10월 19일 SMTOWN Live World Tour III Special Edition 상해공연(베이징 국가체육장)
  - 2013년 10월 26일 ~ 10월 27일 SMTOWN Live World Tour III Special Edition 도쿄공연(도쿄돔)
- SMTOWN WEEK
  - 2013년 12월 21일 SMTOWN WEEK-The Wizard(킨텍스 제 1전시장 5홀)
  - 2013년 12월 22일 SMTOWN WEEK-Marchen Fantasy(킨텍스 제 1전시장 5홀)
  - 2013년 12월 24일 ~ 12월 25일 SMTOWN WEEK-Christmas Wonderland(킨텍스 제 1전시장 5홀)
  - 2013년 12월 26일 ~ 12월 27일 SMTOWN WEEK-Time Slip(킨텍스 제 1전시장 5홀)
  - 2013년 12월 28일 ~ 12월 29일 SMTOWN WEEK-Treasure Island(킨텍스 제 1전시장 5홀)
- SMTOWN Live World Tour IV
  - 2014년 8월 15일 SMTOWN Live World Tour IV 서울공연(월드컵경기장)
  - 2014년 [[10월 4일 ~ 10월 5일 SMTOWN Live World Tour IV 도쿄공연(도쿄 스타디움)
  - 2014년 10월 18일 SMTOWN Live World Tour IV 상해공연(상해체육장)
  - 2015년 3월 21일 SMTOWN Live World Tour IV 신죽공연(신주 카운티 스타디움)
  - 2015년 7월 5일 ~ 7월 6일 SMTOWN Live World Tour IV Special Edition 도쿄공연(도쿄돔)
  - 2015년 7월 5일 ~ 7월 6일 SMTOWN Live World Tour IV Special Edition 오사카공연(교세라돔)
- SMTOWN LIVE TOUR V IN JAPAN
  - 2016년 7월 16일 ~ 7월 17일 SMTOWN Live World Tour V IN JAPAN 오사카공연(교세라돔)
  - 2016년 8월 13일 ~ 8월 14일 SMTOWN Live World Tour V IN JAPAN 도쿄공연(도쿄돔)
- SMTOWN LIVE WORLD TOUR VI
  - 2017년 7월 8일 SMTOWN Live World Tour VI 서울공연(서울월드컵경기장)
  - 2017년 7월 15일 ~ 7월 16일 SMTOWN Live World Tour VI 오사카공연(교세라돔)
  - 2017년 7월 27일 ~ 7월 28일 SMTOWN Live World Tour VI 도쿄공연(도쿄돔)
  - 2017년 8월 5일 SMTOWN Special Stage In Hong Kong(홍콩 콜리세움)
  - 2018년 4월 6일 SMTOWN Live World Tour VI 두바이공연(오티즘 락스 아레나)
- SMTOWN LIVE 2018 IN OSAKA
  - 2018년 7월 28일 ~ 7월 30일 SMTOWN LIVE 2018 IN OSAKA(교세라돔)
- SMTOWN Special Stage In Santiago
  - 2019년 1월 18일 ~ 1월 19일 SMTOWN Special Stage In Santiago(에스타디오 나시오날 데 칠레)
- SMTOWN LIVE 2019 IN TOKYO
  - 2019년 8월 3일 ~ 8월 5일 SMTOWN LIVE 2019 IN TOKYO(도쿄돔)
- SMTOWN LIVE "Culture Humanity"
  - 2021년 1월 1일 KWANGYA(온라인)
- SMTOWN LIVE 2022 : SMCU EXPRESS
  - 2022년 1월 1일 KWANGYA(온라인)
  - 2022년 8월 20일 수원시(수원월드컵경기장)
  - 2022년 8월 27일 ~ 8월 29일 TOKYO
- 2023 SMTOWN LIVE : SMCU PALACE
  - 2023년 1월 1일 KWANGYA(온라인)
  - 2023년 9월 23일 자카르타(겔로라 붕 카르노 스타디움)
- SMTOWN LIVE 2024 : SMCU PALACE
  - 2024년 2월 21일 ~ 2월 22일 TOKYO(도쿄돔)
- SMTOWN LIVE 2025 : THE CULTURE, THE FUTURE
  - 2025년 1월 11일 ~ 1월 12일 고척 스카이돔

## 비판

### 끼워팔기 문제
2002년 1월 20일 시작된 SBS 예능 프로그램 <토요일이 온다>는 해당 기획사 소속이었던 강타, 문희준, 유진, 전진을 공동 MC로 투입시켜 "순전히 시청률 올리기에 급급한 프로"라는 지적을 샀으며 결국 2002년 봄 개편 때 이들을 빼는 대신 이휘재, 유재석, 송은이 등을 공동 진행자로 투입시켰지만 특정 기획사(지패밀리) 소속 코미디언 3명을 공동 MC로 투입시켜 첫 회부터 방송 초기부터 ‘방송사와 기획사간 유착의혹’을 산 것 뿐 아니라 타 방송사에서 인기있었던 코너를 그대로 도용, 유사한 코너를 만들어냈다는 지적 등의 이유 탓인지 2002년 5월 민언련 선정 4월 '이달의 나쁜방송' 불명예를 안았고 결국 진행자들을 변경한 지 3개월 만에 프로그램이 간판이 내려졌으며 이 과정에서 <토요일이 온다>는 2002년 경실련 선정 '올해의 나쁜 프로그램 10선'에 선정되는 불명예를 안아야 했고 이 프로그램 코너 중 하나인 '고향에 가자'는 개그우먼 김미화, 유정현 아나운서와 공동 MC로 활동한 탤런트 예지원이 본업인 연기활동에 전념하기 위해 2002년 봄 개편 때 강타, 문희준, 유진, 전진 등과 동반 하차했으며 당시 '고향에 가자' 코너에서 예지원의 후임으로는 개그우먼 안선영이 들어왔고 이 과정에서 안선영이 첫 회부터 공동 MC로 활동한 SBS <스타고고>(토요일 오후 4시 50분) 가 15회(2002년 4월 27일) 만에 막을 내려야 했는데 마지막회에서 방영 전 god, 핑클, 신화, 장나라, 장혁 등이 출연한다는 광고를 했으나 god 외엔 2~3분 정도만 나오거나 아예 출연조차 안 했고 이 과정에서 프로그램 게시판에 100여건의 항의성 글이 빗발치기도 했다.

### 노예계약 논란
2001년 H.O.T.의 멤버 장우혁, 토니 안, 이재원이 이른바 노예 계약을 주장하며 이수만을 비난하는 기자회견을 하고 회사를 나와 jtL을 결성했다. 당시 세 멤버들의 주장에 따르면 음반 1장 당 받는 인세는 1인당 최저 20원이었다. 하지만 인세는 계약내용의 일부분으로 H.O.T.가 데뷔 전 체결한 계약은 현진영과 동일한 '5년 계약기간'에 수익을 'H.O.T.와 SM이 6:4로 분배'하는 계약조건으로 노예계약이라고 할 수 없는 내용이었다. 세 멤버는 SM과 재계약 협상에서 합의 도출에 실패했고 SM을 떠나 SM 대표 출신 정해익과 손을 잡았다. 이 과정에 대해 이수만은 정해익이 이들을 부추겨 멤버들을 빼돌린 사건이라고 반발했다. 다른 멤버인 강타와 문희준은 기존계약은 노예계약이 아니라고 부정했으며 SM과 재계약에 합의했다.
또, 2009년 7월 말 동방신기의 멤버이던 영웅재중, 믹키유천, 시아준수는 회사를 상대로 서울중앙지방법원에 전속 계약 효력 중지 가처분 신청을, 12월 말에는 슈퍼주니어의 유일한 중국인 멤버였던 한경이 전속 계약 효력 부존재 가처분 신청을 제기했다. 동방신기 3인은 13년이라는 전속 계약 기간은 사실상 종신 계약을 의미하며, 계약 기간에 음반 수익 배분 등 회사로부터 합당한 대우를 받지 못했다며 불공정한 계약 조건임을 주장하였다. 법원은 이를 받아들여 SM에 세 멤버의 독자적인 연예 활동을 방해하지 말라고 지시하였으나 이후 SM은 한국 대중문화 예술 산업 총연합회(문산연) 명의로 각 방송사에 동방신기 3인 섭외 자제를 요청하는 공문을 발송하는 등 지속적인 방송, 연예 활동을 방해해 수차례 법원과 대한민국 공정거래위원회(공정위)의 지적을 받았다. 2009년 소송 시작 이후 지루한 법정 공방을 이어오던 4인과 SM은 2010년 12월 21일 한경이 1심 승소 판결을 받고 이에 불복해 항소하려던 SM이 2011년 9월 항소를 취하해 한경 소송 건이 먼저 종결되고, 2012년 11월 28일에는 동방신기 3인과 SM이 합의에 성공해 2009년 7월 31일자로 전속 계약을 종료시키고 향후 상호 제반 활동을 간섭하지 않기로 하였다. 그러나 동방신기 3인의 경우 소송의 주요 내용이 전속계약의 유·무효에 있었기 때문에 이름만 합의일 뿐 한경과 더불어 사실상 3인의 승소라는 의견이 우세하다. 또한, 3인의 활동을 방해한 적이 없다고 주장함과 달리 합의문에서 이후 연예 활동을 방해하지 않는다는 조항이 있어 이제껏 3인의 방송 활동을 방해한 것을 시인한 셈이 아니냐는 지적을 받았다. 현재 한경은 중국에서 개인 활동 중이며, 동방신기 3인은 JYJ라는 그룹을 결성해 박유천이 마약 문제로 그룹을 탈퇴할 때까지 그룹 활동과 개인 활동을 병행하였고 박유천 탈퇴 후에는 김재중과 김준수 모두 개인 활동을 하고 있다. 한편 슈퍼주니어는 한경에 이어 기범과 강인까지 탈퇴하고 성민이 그룹 활동을 멈추면서 현재 9인조로 활동하고 있으며, 동방신기는 남은 두 멤버 유노윤호와 최강창민 2인조로 활동 중이다.
2014년 5월과 10월에도 EXO의 중국인 멤버 크리스와 루한이 각각 회사를 상대로 전속 계약 효력 부존재 확인 소송을 제기하였다. 크리스는 부속품이나 통제의 대상으로 취급했다고 주장했지만, 2016년 7월 21일 법원의 결정 및 양 당사자 간의 합의에 따라 SM과 크리스, 루한과 체결된 전속계약은 원 계약대로 2022년까지 유효하게 존속함하고, 크리스, 루한은 대한민국과 일본을 제외한 지역에서 SM이 매니지먼트 권한을 위탁하여 활동을 하게 되며, 크리스, 루한은 회사에 그에 대한 매출 분배를 하게 되었다.
2015년 8월에도 EXO에서 무단 이탈을 했던 중국인 멤버 타오도 역시 같은 소송을 제기했지만 2017년 4월에 법원에서 1심 재판부는 타오가 전속 계약기간 10년은 기본권을 침해할 정도의 부당한 기간으로 보이지 않는다고 하여 타오의 패소 판결을 내렸다. 이후 타오가 항소를 했지만 6개월 후 그해 10월에는 2심에서 같은 이유로 또 다시 한번 타오는 패소하고 만다. SM은 성명서를 통하여 공정거래위원회가 제시한 표준계약서를 토대로 맺은 계약이기 때문에 문제될 게 없다고 하였다. 타오는 두 차례에 걸친 패소 이후 현재 중화권에서 독자적인 활동을 하고 있지만 2018년 3월에는 대법원에서의 마지막 항소심에서 황쯔타오가 패소했다. 재판부는 황쯔타오의 해외진출 계획 등을 고려할 때 전속계약에서 정한 계약기간 10년은 부당하지 않다며, 공정거래위원회 표준전속계약서에 따라 계약해 불공정하지 않다며 SM 측 손을 들어줬다. SM은 “사법부의 현명한 판결에 대해서 환영한다”며 말했다. 현재 EXO는 9인조로 활동 중이다.
2023년 6월, EXO의 첸, 백현, 시우민(EXO-CBX, 첸백시)은 2022년 12월 30일자로 재계약을 맺은지 6개월 만에 부당계약이라며 계약해지 통보를 했다. 이들이 6월 1일 처음 밝힌 계약해지 사유는 SM 엔터테인먼트로부터 정산자료 및 정산근거의 사본을 제공 받지 못했으며 부당하게 긴 장기간 계약 기간 때문이라고 말했다. 이후 6월 5일 자세한 재계약 당시 상황을 설명했다. 2022년 12월 5년짜리 재계약 서류를 받았고, 지속적인 회유와 거부하기 힘든 분위기 조장 등 가스라이팅을 당했다고 입장을 밝혔다. 또한, 8번에 걸친 조율을 요청했지만 전혀 받아들여지지 않았으며, 재계약 당시 카카오-하이브가 뛰어든 SM엔터테인먼트 인수전 때문에 제대로 된 설명을 듣지 못한 채 엑소 멤버들과의 의리를 지키고 엑소를 지켜야겠다는 생각만으로 부당하게 재계약을 했다고 밝혔다. 재계약 체결 후인 2023년 6월, 이수만 전 총괄 프로듀서의 개인 회사 라이크기획을 통한 아티스트 수익 침해 논란을 보고 정확한 정산자료를 요구했으나 SM측에서 정산자료를 제공하지 않았다는 것이 이들의 설명이다. 2023년 6월 19일, EXO-CBX 멤버들과 SM은 전속계약을 유지하는 대신, 일부 수정을 하는 것으로 갈등을 해결했다.
한편, 이수만은 2009년 4월 서울대학교 초청 강연에서 노예계약 문제와 관련해 사람이 죽으니까 프로덕션은 다 연예인들을 착취하고 악한 것처럼 얘기하는데 그렇지 않다고 항변하며 언제나 일부 악덕업자는 있는데 항상 싸잡아서 비판한다고 강연하였다.

## 로고

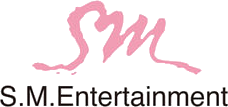
창사부터 2017년 11월 5일까지 적용된 로고
2017년 11월 6일 이후 사용되는 로고

## 사업 전개
연예 매니지먼트와 음반 사업을 주력으로 하며, 방송 컨텐츠 제작 등에도 진출해 있다. 또한 소속 연예인들의 잇따른 해외 진출 등으로 국내 연예기획사들 중 최초로 2011년에는 연매출 1,000억원을 돌파하기도 했다.

2017년 3월, SM 엔터테인먼트는 전략적 투자를 통해 미스틱 엔터테인먼트의 지분 28%를 취득하며, 최대주주가 됐다. 2018년 3월에는 국내 최대 배우 매니지먼트사 키이스트의 최대주주인 배우 배용준의 지분 1945만 주(25.12%) 전량을 500억원(주당 2570원)에 인수한다고 공시했다. 이외에도 SM 엔터테인먼트는 드라마·예능제작사 FNC 애드컬쳐 주식 750만 주를 인수하고 유상증자에 100억원을 출자해 총 1348만주(30.51%)를 확보한다고 공시했다. 아울러 FNC 애드컬쳐의 2대 주주(지분율 18%)인 FNC 엔터테인먼트와는 전략적 제휴 관계를 맺는다고 발표했다.

2023년에는 창립자 이수만이 총괄프로듀서에서 물러나고 하이브에 자신의 지분을 매각하였다. 이후 경영권 분쟁을 거쳐 카카오 및 카카오엔터테인먼트가 39.87%의 지분을 취득하여 최대주주가 되었다.

## 수상 목록
- 2025년 제1회 디 어워즈 디 어워즈 아이코닉상

## 같이 보기
- SM TOWN
- SM STATION
- YG 엔터테인먼트
- JYP 엔터테인먼트
- 하이브